# Heinrich von Apolda
Heinrich von Apolda war Titularbischof von Lavata und franziskanischer Ordensmann. Er wirkte als Weihbischof im Bistum Halberstadt, im Erzbistum Mainz, im Bistum Hildesheim und im Bistum Cammin. 

## Leben
Er wurde am 3. Juli 1329 durch Papst Johannes XXII. als Nachfolger des bereits 1317 verstorbenen Joannes Messerer, von 1312 bis 1316 ebenfalls Weihbischof in Mainz, zum Bischof providiert und 1330 wegen Armut von der Zahlung der Servitien befreit. Das Wirken von Bischof Heinrich ist im Jahre 1331 im Bistum Halberstadt  überliefert, in den Jahren 1338 und 1349 im Erzbistum Mainz und im Jahre 1339 im Bistum Hildesheim.
Im Bistum Cammin trat Bischof Heinrich in den Jahren 1342 und 1343 unter dem Camminer Bischof Friedrich von Eickstedt in Erscheinung: Im Jahre 1342 verlieh er dem Augustinerkloster in Königsberg in der Neumark ein Ablassprivileg. Im Jahre 1343 weihte er die Kirche des Dominikanerklosters Prenzlau. 
Bischof Heinrich trat als „episcopus ecclesie Lavacensis“ auf, also als Bischof von Lavata. Das Bistum Lavata war ein Suffraganbistum des Erzbistums Neopatra in Thessalien; die genaue Lage der Stadt Lavata ist ungeklärt.